# 93, faubourg Saint-Honoré

93, faubourg Saint-Honoré est une émission de télévision française articulée autour du concept d’un dîner mondain au domicile de Thierry Ardisson au 93, rue du Faubourg-Saint-Honoré et diffusée sur Paris Première le mardi en deuxième partie de soirée d'octobre 2003 à juin 2007.

## Principe de l’émission
L'animateur y reçoit des personnalités qui font l'actualité du moment, ou autour d'un thème particulier (dîner indien, anglais, foot, voyants, etc.). Les origines sont diverses : comédiens, chanteurs, écrivains, journalistes, sportifs, etc.
Le dîner se déroule selon un certain rituel avec l'apéritif et les invités qui arrivent au fur et à mesure filmés en entrant puis sonnant à l'interphone, suivis dans l'ascenseur. Le dîner commence quand tous les invités sont là, Thierry Ardisson dit alors « on passe à table ! ». Généralement le dîner est bien arrosé, donc propice aux confidences. À la fin, un artiste, chanteur la plupart du temps, rejoint le dîner pour finir en musique.
À la suite d'un différend avec Patrick de Carolis, président de France Télévisions, au sujet de l'exclusivité de Thierry Ardisson sur les chaînes hertziennes, ce dernier décide d'arrêter Tout le monde en parle en juin 2006, au profit de son autre émission, 93, Faubourg St Honoré, diffusée sur Paris Première.

## Liste des émissions avec les noms des invités

### Programmation de la saison 1

#### 2003
- 4 octobre 2003 : Frédéric Beigbeder, Philippe Tesson, Max Gallo, André Dussollier, Amélie Beigbeder, Patricia Petibon, Astrid Veillon et Lolita Pille
- 21 octobre : Jean-Pierre Mocky, Michel Serrault, Gérard Darmon, Alain de la Morandais, Bernard Lecomte, Patricia Barzyk et Irène Jacob
- 28 octobre : Laurent Voulzy, Élie Semoun, Pascal Légitimus, Alain Chamfort, Didier Lockwood, Philippe Corti, Élisa Tovati, Hélène de Fougerolles et Keziah Jones
- 27 octobre et 4 novembre : Andrée Putman, Bernard-Henri Lévy, Julien Dray, Gilles Hertzog, Jean-Paul Enthoven, Franz-Olivier Giesbert, Samir Landzo, Marc Villemain et Christine Orban
- 03 et 11 novembre : Doc Gynéco, Philippe Sollers, Philippe Besson, Frédéric Taddeï, Michel Field, Nina Roberts, Mélissa Lauren, Calixthe Beyala, Bénédicte Martin et Tiffany Hopkins
- 10 et 18 novembre : Steevy Boulay, Orlando, Henry-Jean Servat, Dominique Besnehard, Serge Lama, Stan Leroy, Anouk Aimée et Galia
- 17 et 25 novembre : Jean-Louis Aubert, Raphaël, Dani, Yann Moix, Serge Raffy, Ariel Wizman, Richard Kolinka, Thomas Semence, Pierre Guimard et Princess Erika
- 24 novembre et 2 décembre : Philippe Alexandre, Pierre Bénichou, Philippe Barette, Philippe Tesson, Christophe Barbier, Jacqueline Piel Melcion d’Arc, Béatrix de L'Aulnoit, Michèle Cotta et Anthéa Sogno
- 1er et 9 décembre : Laurent Baffie, Jean-Marie Bigard, Pascal Sellem, Daniel Russo, Jacques Capelovici, Robert Charlebois, Alain Chabat, Jamel Debbouze, Geneviève de Fontenay et Marie-Claude Bomsel

#### 2004
- 5 et 13 janvier 2004 : Mohamed Dia, Passi, Mouss Diouf, Daniel Picouly, Mc Jean Gab1, Princesse Tatiana, Julia Channel et Tefa
- 12 et 20 janvier : Bruno Solo, Yvan Le Bolloc’h, Guy Carlier, Thierry Frémont, Gary Kurtz, Albert Jacquard, Seba, Jin Xing, Anouchka Le Bolloc’h et Michèle Bernier
- 19 et 27 janvier : Pascal Sevran, Gabriel Matzneff, Philippe Besson, Claude Berri, Jérôme Béglé, Franck Rettéré, Danièle Lefranc et Nathalie Rheims
- 26 janvier et 3 février : Jamel Debbouze, Kader Aoun, Pierre Lescure, Slimane Zeghidour, Jorge Semprun, Virginie Desarnauts et lena Lenina
- 02 et 10 février : Gonzague St Bris, Maurice Lever, Isaure de St Pierre, Gérard de Cortanze, Pierre Combescot, Ève de Castro, Eve Ruggieri et Peri Cochin
- 09 et 17 février : Jean-Pierre Foucault, Frédéric Taddeï, Bruno Gaccio, Nikos Aliagas, Yves Bigot, Michel Drucker, Maïtena Biraben et Virginie Efira
- 16 et 24 février : Gérard Darmon, Claude Challe, Magloire, Cyrille Putman, Tristane Banon, Philippe Corti, Christophe, Gérald Adonis, Hélène Doux, Nadia Fourn et Paya Bruneau
- 1er et 9 mars : Pierre Palmade, Jean-Claude Dreyfus, Pierre Rey, Pierre Vitry	Régine, Sylvie Joly et Martha Barrière
- 08 et 16 mars : Bernard Tapie, André Bercoff, Pierrot, Basile Boli, Jacques Nerson, Eugène Saccomano et Natacha Amal
- 15 et 23 mars : Philippe Bouvard, Laurence Boccolini, Marianne James, Macha Méril, Sophie Davant et Mia Frye
- 22 et 30 mars : Jacques Vergès, François Gibault, Henri Paris, Alain de la Morandais, Guy Konopnicki, Ysabelle Lacamp, Hermine de Clermon-Tonnerre et Frigide Barjot
- 29 mars et 6 avril : Steevy Boulay, Gérard Miller, Kamel Djibaoui, Frédéric Mitterrand, Olivier Siroux, Laurent Maïus, Loana Petrucciani, Diana Jones, Marlène Duval et Nallé Grinda
- 05 et 13 avril : Akhénaton, Shurik’n, Titoff, Didier Drogba, Laurent Junca, Clara Morgane, Nathalie Simon, Monique Venturini, Eugène Saccomano et Malamine Kone
- 13 et 20 avril : Laurent Ruquier, Franz-Olivier Giesbert, Philippe Vandel, Pierre Bénichou, Diane Tell, Danièle Evenou, Marie Laforêt
- 26 avril et 4 mai : Patrick Poivre d’Arvor, Olivier Poivre d’Arvor et Arnaud Poivre d’Arvor
- 03 et 11 mai : Gérard Louvin, Patrick Eudeline, Philippe Manœuvre, Jérôme Reijasse, Valéry Zeitoun, Jean-Claude Camus, Steeve et Pascal Nègre

### Programmation de la saison 2

#### 2004
- 4 et 12 octobre 2004 : Dîner « Robin des Bois », avec Alain Decaux, Dominique Farrugia, Plastic Bertrand, Jean-Paul Rouve, Pef Martin-Laval, Pascal Vincent, Marina Foïs et Elise Larnicol
- 11 et 19 octobre : Dîner « Chic Fooding », avec Frédéric Taddeï, Karl Lagerfeld, Vincent Darré, Ariel Wizman, Arielle Dombasle et Josée Dayan
- 18 et 26 octobre : Dîner « Cantine de luxe », avec Jean-François Copé, Stéphane Fouks, David Pujadas, Frédéric Beigbeder, Simon Liberati, Ariane Chemin, Isabelle Giordano, Anne Roumanoff, Frigide Barjot et Cécile Guilbert
- 25 octobre et 9 novembre : Dîner « Du bon, du beau, dubosc », avec Roger Auque, Dany Brillant, Franck Dubosc, Jody, Arnaud Lemort, Antoine Dulery, Marjolaine et Ève Angeli
- 8 et 16 novembre : Dîner « Pedigree Haute Mer », avec Stéphane Bern, Jean-Marie Chevret, Prince Michel de Grèce, Princesse Diane de France, Princesse Alessandra Borghese, Princesse Gloria Von Thurn und Taxis, Amélie de Bourbon-Parme, Marie-Claire Pauwels
- 15 et 23 novembre : Dîner « grandes et fines gueules », avec Philippe Bouvard, Laurent Baffie, Jacques Balutin, Éric Laugérias, Jean Dutourd et Pierre Bellemare
- 29 novembre et 7 décembre : Dîner « Intégrule ! », avec Alain Chabat, Dominique Farrugia, Kader Aoun, Jamel Debbouze, Chantal Lauby, Michèle Darmon, Isabelle Nanty et Hélène Noguerra
- 30 novembre et 14 décembre : Dîner « 36 chandelles », avec Stomy Bugsy, Michel Acariès, Louis Acariès, Brahim Asloum, Myriam Lamarre et Agathe Godard
- 13 décembre 2004 et 4 janvier 2005 : Dîner « Du bon, du beau, du boon », avec Dany Boon, Gérard Darmon, Claude Berri, Pr Maurice Mimoun, Zinedine Soualem, Rufus, Axelle Laffont, Juliette Arnaud et Elsa Zylberstein
- 6 décembre[Information douteuse] 2004 et 11 janvier 2005 : Dîner « Créole », avec Philippe Lavil, Sébastien Folin, Jean-Luc Chan Won In, Francky Vincent, Doc Gynéco, Marie-José Ali, Firmine, Richard Bohringer, Séverine Ferrer et Fabienne

#### 2005
- E11 du 10/01/05 - 18/01/05 Dîner « L’education gourmande Flaubert » : Jacques Chancel, Karl Zéro, Abdel Benazzi, Jean-Philippe Collard, Daisy d’Errata, Juliette, Vahina Gioccante, Sandrine Benazzi
- E12 du 17/01/05 - 25/01/05 Dîner  « Galette des Vizirs » : Michaël Youn, Patrick Braudé, Franck Dubosc, Guillaume Depardieu, Marie-Laurence de Rochefort, Corinne Puget, Christine Anglio, Denise Fabre
- E13 du 24/01/05 - 01/02/05 Dîner « Mistral » :	Gérard Louvin, Pierre Lescure, Jean-Pierre Foucault, Jean-Claude Gaudin, Léon Orlandi, Virginie Foucault, Françoise Chiozza, Anne Quilichini
- E14 du	07/02/05 - 15/02/05 Dîner « A la Joey… » : Frédéric Taddeï, Claude, Joeystarr, Olivier Besancenot, Jean-Claude Chicaya, Franck Tiozzo, Emmanuel de Brantes, Audrey Diwan
- E15 du 15/02/05 - 22/02/05 Dîner « Tout pour vous plaire… » : Frédéric Beigbeder, Jean-Paul Rouve, Maurice Barthélémy, Judith Godrèche, Mathilde Seigner, Cécile Telerman, Véronique Philipponnat, Bénédicte Martin
- E16 du 28/02/05 - 08/04/05 Dîner « Braaazil » : Paulo Coelho, Homero Machry, Ivo Pitanguy, Salomé de Bahia, Thaïna, Thayana, Cristina Reali, Cibelle
- E17 du	07/03/05 - 15/04/04 Dîner « Alger-Bankok » : Roger Hanin, Michel Field, Pierre Bénichou, Dany Brillant, Roberto d’Olbia, Daniela Lumbroso, Shirel, Cyrielle Clair
- E18 du 15/03/05 - 29/03/05 Dîner « Plateau Tv » : Laurent Baffie, Hervé Bourges, Jean-Marc Morandini, Philippe Vandel, Alain de Greef, Elisabeth Tchoungui, Yamina Benguigui
- E19 du 21/03/05 - 05/04/05 Dîner « Esmeralda »	: Bruno Solo, Yves Coppens, Dominique Besnehard, Orlando, Magloire, François Legrand, Hélène Ségara, Galia
- E20 du 11/04/05 - 19/04/05 Dîner « Les 7 pêchés capitaux » : Jean-Claude Brialy, Claude Chabrol, Thomas Dutronc, Claude Brasseur, Patrice Monmousseau, Patrick Cauvin, Marie-Amélie Seigner, Éliette Abécassis
- E21 du 11/04/05 - 19/04/05 Dîner « cours florent Promo 88 » : Yvan Attal, Francis Huster, François Florent, Steve Suissa, Samuel Le Bihan, Cristiana Reali, Elsa Zylberstein, Clio Barant, Géraldine Martineau
- E22 du 18/04/05 - 26/04/05 Dîner « Festin Mondain » : Jérôme Savary, Robert Hossein, Henry-Jean Servat, Jacques Garcia, Rocky, Nadine de Rothschild, Marie-Stephane Bernard, Marisa Berenson, Martine Assouline, Nina Savary, Manon Savary, Lemmy Constantine
- E23 du 26/04/05 - 03/05/05 Dîner « Basque » : Gonzague Saint Bris, Jean-François Kervéan, Tomer Sisley, Jean-Marie Rouart, Patrizio Meli, Medi, Béatrice Ardisson, Constance Chaillet, Claire Nebout, Laurence Côte, Maria Jurado, Émilie Simon
- E24 du 05/05/05 - 10/05/05 Dîner « Oui j’l’adore » : Laurent Ruquier, Gérald Dahan, Nikos Aliagas, André Manoukian, Liane Foly, Caroline Diament, Maud Kristen
- E25 du 09/05/05 - 15/05/05 Dîner « Formule à 99… » : Frédéric Beigbeder, Charles Beigbeder, Ludovic Chancel, Pierre Palmade, Gabriel Matzneff, Pierre Mérot, Karine Beigbeder, Audrey Benoit, Lolita Pille, Aline Gurdiel
- E26 du 30/05/05 - 07/06/05 Dîner « Stavaganza » : Laurent Baffie, Philippe Corti, François Rollin, Gérard Darmon, Yann Moix, Allain Bourgrain Dubourg, Johnny Vegas, Mark Steiger, Florence Foresti, Marion Dumas, Elodie Myler, Véronique Sanson

### Programmation de la saison 3

#### 2005
- E1 du 26/09/05	- 04/10/05 Dîner « Plateau Télé » : Baba, Patrick Sabatier, Stéphane Blakowski, Laurent Ournac, Xavier Couture, Benjamin Castaldi, Angela Lorente, Alexandra Golovanoff, Ophélie Winter, Devendra Banhart
- E2 du 3/10/05 - 11/10/05 Dîner « olé olé » : Philippe Vignon, Omar, Fred, François Berléand, Gonzague Saint Bris, Olivier Picasso, Victoria Abril, Blanca Li, Peri Cochin
- E3 du 10/10/05	- 18/10/05 Dîner « Venitien » : Kenzo Takada, Jean-Charles de Castelbajac, Paolo Calia, Dominique Segall, Jean Rouzaud, Gérard  Garouste, Guy Marineau, Paquita Paquin et Jenny Bel’Air
- E4 du 17/10/05	- 25/10/05 Dîner « Les bonnes feuilles » : Robert Laffont, Patrice Laffont, Jacques Chancel, Jean-Claude Carrière, Max Gallo, Axelle Laffont, Caroline Proust, Anne Carrière
- E5 du 31/10/05	- 08/11/05 Dîner « Charlie hebdo » : Cabu, Cavanna, Sfar, Charb, Riss, Gogol 1er, Alexandra, Wolinski, Catherine, Jean-Marie Gourio

- E6 du 07/11/05	- 15/11/05 Dîner « grains de folie » : Seb, Élie Semoun, Eric, Ramzy, Edouard Cissé, Rim-k, Youssoufa, Grand Corps Malade, Diam’s, Assia, Clara Morgane
- E7 du 24/10/05	- 22/11/05 Dîner « Dîner Royal » : Ugo, Stéphane Bern, Bernard Montiel, Frédéric Mitterrand, Stéphane Guillon, François-Xavier Demaison, Cyrus, Michèle Bernier, Isabelle de Botton, Muriel cousin, Zita
- E8 du 14/11/05	- 06/12/05 Dîner « coup de théâtre » : Thomas, Pierre Arditi, Michel Leeb, Bernard Murat, Patrick Chesnais, Evelyne Bouix, Barbara Shulz, Sylvie Joly, Evelyne Buyle
- E9 du 21/11/05	- 13/12/05 Dîner « chabadabada » : Claude Lelouch, Bernard Tapie, Didier Barbelivien, Pierre Barouh, Bernard Weber, Emile, Alessandra Martines, Sara Forestier, Arlette Gordon, Maïa Barouh
- E10 du 11/12/05 - 10/01/06 Dîner « dans l’espace » : Jean-Marc, Laurent Baffie, Kad Merad, Olivier Barroux, André Dussollier, Éric Lartigau, Jean-Louis Aubert, Guillaume Canet, Marilou Berry, Marina Foïs
- E11 du 11/12/05 - 10/01/06 Dîner « flics et voyous » : Romain, Frédéric Ploquin, Dominique Loiseau, Patrick Mauduit, Michel Ardouin, Michel Vaujour, Zem, Samuel Bouriahi, Laurence Segura, Marie-Christine Guérini

#### 2006
- E12 du 17/01/06 - 24/01/06 Dîner « Paris sur scène » : Ugo Jobin, Arthur, Dany Boon, Xavier Couture, Enrico Navarra, Elie Barnavi, Alexandre Adler, Yaël Harris, Dominique Segall, Éliette Abécassis, Estelle Lefébure
- E13 du 09/01/06 - 07/02/06 Dîner « Monsieur chou » : Ugo Jobin, Frédéric Botton, Gérald Nanty, Frédéric Taddeï, Ariel Wizman, Claire Nebout, Mathilde Seigner, Nathalie Rheims, Marie France, Marie-Amélie Seigner
- E14 du 23/01/06 - 14/02/06 Dîner « Love » : Ugo Jobin, Samuel Benchetrit, Jean-Paul Enthoven, Yann Péchin, Florence Thomassin, Chloé Mons, Vahina Giocante, Hélène de Fougerolles, Brisa Roché, Emmanuelle Bercot
- E15 du 06/02/06 - 21/02/06 Dîner « C’est l’Amérique » : Ugo Jobin, Gérard Miller, Thomas Langmann, Frédérique Bauer, Christophe Rocancourt, Roland Menou, Mika Tard, Christophe Bourseiller, Nicolas Ullmann, Julie Ferrier, Isabelle Vitari, Vanessa Pivain, Mayane
- E16 du 13/02/06 - 28/02/06 Dîner « 200% foot »	: Ubo Jobin, Thierry Roland, Alain Azhar, Guy Roux, Pascal Praud, Pit Baccardi, Samuel Eto’o, Eugène Saccomano, Jacky, Calbo, Mahamed Dia, Estelle Denis, Cécile Siméone
- E17 du 01/03/06 - 14/04/06 Dîner « Au-delà » : Ugo Jobin, François Berléand, Claude Alexis, Régis Meissonier, Annelise Hesme, Audrey Marnay, Chrisie, Laura Cavatorta, Manushka
- E18 du 06/03/06 - 21/03/06 Dîner « FOG » : Ugo Jobin, Franz-Olivier Giesbert, Nicolas Rey, Pierre Bénichou, Éric Zemmour, Malek Chebel, Disiz La Peste, Aude Lancelin, Elisabeth Levy
- E19 du 20/03/06 - 04/04/06 Dîner « y’a bon / black » : Ugo Jobin, Daniel Picouly, Magloire, Gaston Kelman, David Pujadas, Vanessa Dolmen, Elizabeth Tchoungui, Claudy Siar, Michelle Maillet, Amirouche Laïdi, Elisabeth Kontomanou
- E20 du 27/03/06 - 11/04/06 Dîner « Luc Ferry »	: André, Laurent Baffie, Luc Ferry, Elie Chouraqui, Philippe Besson, Emanuel Ungaro, Igor Bogdanoff, Marie-Caroline Ferry, Christine Orban, Cibelle
- E21 du 03/04/06 - 18/04/06 Dîner « Clovic Cornillac » : Élie Semoun, Clovis Cornillac, Pierre-François Martin-Laval, Charles Diaz, François Rollin, Noël Mamère, Thierry Frémont, Artus de Penguern, Franck Vestiel, Gaël Mesny, Maïdi Roth, Serena Reinaldi
- E22 du 10/04/06 - 25/04/06 Dîner « Ruquier & Co » : Laurent Ruquier, Christophe Alévêque, Paul Wermus, Philippe Tesson, Martin Monestier, Michael Gregorio, Sébastien Huart, Péri Cochin, Florence Foresti, Caroline Diament
- E23 du 08/04/06 - 02/05/06 Dîner « Tous en selle » : Christophe Soumillon, Jérôme Garcin, Jean-Louis Gouraud, Michel Denisot, Mario Luraschi, Jeane Manson, Sophie Thalmann, Nolwenn Leroy, Virginie Couperie-Clerc
- E24 du 25/04/06 - 09/05/06 Dîner « Dîner Indien » : Jérôme Neutres, Gagan, Rukmini Chatterjee, Pascal of Bollywood, Aman Nath, Raghunath Manet, Jean-François Lesage, Stanislas Steiner, Alexandre Plantade, Patrick Blanc, Le Tone, Béatrice Ardisson, Bhavna, Radhika Jha
- E25 du 02/05/06 - 30/05/06 Dîner « God save the Queen » : David Lowe, Michael Sadler, Sir John Holmes, Alex Taylor, Ray Cokes, Philippe Auclair, The Rabeats, Charlotte Lowe, Lady Holmes
- E26 du 06/05/06 - 15/05/06 Dîner « Heures de gloire » : Francis Lalanne, Marcel Dessailly, Alain Boghossian, Christian Karembeu, Alain Azhar, Michel Hidalgo, Eugène Saccomano, Didier Roustan, Pierre Ménès
- E27 du 20/05/06 - 29/05/06 Dîner « Art attack » : Enrico Navarra, Guillaume Durand, Ariel Wizman, Jean-Pierre Raynaud, Olivier Picasso, Fabrice Bousteau, Nicolas Buffet, Marie-Céline Somolo, Emmanuelle de Noirmont

### Programmation de la saison 4

#### 2006
- 18 et 30 septembre 2006 : dîner « Indigènes », avec Jamel Debbouze, Samy Naceri, Rachid Bouchareb, Yoube Lalleg, Slimane Zeghidour, Bernard Blancan, Khaled, Fabrice Eboué, Mélanie Laurent et Amelle Chabi.

- 25 septembre et 7 octobre 2006 : dîner « Plateau télé », avec Benjamin Castaldi, Éric Zemmour, Pierre Lescure, Laurent Baffie, Beatles Story, Laurence Ferrari, Charlotte Le Grix de la Salle et Élisabeth Lévy.

- 26 septembre et 14 octobre 2006 : dîner « Mezze Enrico », avec Enrico Macias, Serge Moati, Alain Krivine, Abbé de la Morandais, Tomer Sisley, Mohamed Sifaoui, Jean Benguigui, Anggun et Jocya Ghrenassia.

- 2 et 28 octobre 2006 : dîner « Canet pur sucre », avec Guillaume Canet, François Berléand, Omar et Fred, Yann Moix, Antoine de Caunes, François Cluzet, Florence Thomassin, Kristin Scott-Thomas et Émilie Simon.

- 3 et 21 octobre 2006 : dîner « Les compères », avec Francis Veber, Richard Berry, Patrick Timsit, Dany Boon, Jean-Claude Camus, Alexandra Vandernoot, Tania Young et Irene Salvador.

- 9 octobre et 11 novembre 2006 : dîner « Bedos fait son cirque », avec Guy Bedos, Bruno Gaccio, Charles Berling, Rachid Arhab, Jean-Barthélémy Bokassa, Marthe Villalonga, Virginie de Clausade et Faustine Bollaert.

- 17 octobre et 4 novembre 2006 : dîner « The Diner », avec Richard Bohringer, Stéphane Bern, Christophe Alévêque, Daniel Picouly, Hélène de Fougerolles, Aïssa Maïga, Mélanie Thierry et Bénédicte Martin.

- 13 novembre et 9 décembre 2006 : dîner « épicurien », avec Luc Ferry, Gérard Miller, Yvan Le Bolloc’h, Karl Zéro, Abd Al Malik, Hélène Ségara, Marie-Caroline Ferry, Michèle Bernier

- 20 et 25 novembre 2006 : dîner « Éditorialistes », avec Pierre Bénichou, Christophe Barbier, Stéphane Guillon, Serge Raffy, Philippe Tesson, Ghislaine Ottenheimer, Christine Ockrent et Vanessa Schneider.

- 27 novembre et 13 décembre 2006 : dîner « Putain, 20 ans déjà », avec Michel Boujenah, Dominique Farrugia, Franz-Olivier Giesbert, Arthur, Frédéric Beigbeder, Helena Noguerra, Simone Müterthies et Natasha St Pier.

- 4 décembre 2006 et 9 janvier 2007 : dîner « Jean-Edern Hallier », avec Laurent Hallier, Jacques Vergès, Abbé de la Morandais, Philippe Tesson, Benjamin Labonnelie, Yann Moix, Isabelle Alexis, Béatrice Szapiro et Élisabeth Barillé.

- 18 décembre 2006 et 16 janvier 2007 : dîner « épicé », avec Gérard Darmon, Yvan Attal, Romain Goupil, Disiz La Peste, Azouz Begag, Valery Zeitoun, Olga Kurylenko, Lisa Azuelos et Mylène Jampanoï.

#### 2007
- 15 et 23 janvier 2007 : dîner « Éditorialistes », avec Philippe Tesson, Christophe Barbier, Bruno Gaccio, Pierre Bénichou, Serge Raffy, Christine Ockrent, Ghislaine Ottenheimer et Vanessa Schneider.

- 22 et 30 janvier 2007 : dîner « Hautes gammes », avec Roberto Alagna, Jean-François Zygel, Ariel Wizman, Mouloud, Arielle Dombasle, Michèle Bernier, Elizabeth Cooper et Aria.

- 29 janvier et 6 février 2007 : dîner « Télé mon dîner », avec Xavier de Moulins, Jean-Marc Morandini, Guy Carlier, Delphine de Turckheim, Faustine Bollaert, Amanda Lear, Laurence Boccolini et Elsa Fayer.

- 5 et 20 février : dîner « Coulisses du pouvoir », avec Jacques Séguéla, Thierry Saussez, Jean-Michel Aphatie, Roger Hanin, Gérald Dahan, Claude Askolovitch, Hedwige Chevrillon et Tristane Banon.

- 12 et 27 février 2007 : dîner « Cousins, cousines », avec Christophe Hondelatte, Jean-Luc Lemoine, Thomas Fabius, Guy A. Lepage, Véronique Genest, Geneviève de Fontenay, Rachel Legrain-Trapani et Sylvie Léonard.

- 26 février et 6 mars 2007 : dîner « Éditorialistes », avec Philippe Tesson, Christophe Barbier, Pierre Bénichou, Franz-Olivier Giesbert, Claude Askolovitch, Vanessa Schneider et Catherine Pégard.

- 5 et 13 mars 2007 : dîner « On n’est pas couché », avec Laurent Ruquier, Mustapha El Atrassi, Jean Benguigui, Gérard Miller, Claude Sarraute, Péri Cochin, Virginie de Clausade et Ghislaine Ottenheimer.

- 19 et 27 mars 2007 : dîner « participatif », avec Karl Zéro, Frédéric Mitterrand, François Berléand, John-Paul Lepers, Thomas Hugues, Anémone, Karine Ambrosio et Juliette Arnaud.

- 2 et 10 avril 2007, avec Philippe Besson, Stéphane Bern, Bruno Solo, Kamel Ouali, Pierre Combescot, Daniela Lumbroso, Valérie Benguigui et Julie Gayet.

- 16 et 24 avril 2007 :	dîner « Bel de nuit », avec Gérald Nanty, Samuel Benchetrit, Frédéric Botton, Jean-Paul Enthoven, Orlando, Philippe Tesson, Élisabeth Quin, Françoise Fabian et Amanda Lear.

- 23 avril et 1er mai 2007 : dîner « Entre deux », avec Philippe Tesson, Claude Askolovitch, Christophe Barbier, Pierre Bénichou, Nicolas Domenach, Christine Ockrent, Ghislaine Ottenheimer et Émilie Aubry.

- 7 et 15 mai 2007 : dîner « présidentiel », avec Nicolas Domenach, Philippe Tesson, Ted Stanger, Philip Turle, Alberto Toscano, Javier Gómez Muñoz, Ghislaine Ottenheimer et Michèle Cotta.

- 26 mars et 22 mai 2007 : dîner « Le 100 Honoré », avec Yann Moix, Samuel Benchétrit, Ariel Wizman, Laurent Baffie, Arielle Dombasle, Nadine de Rothschild, Judith Godrèche et Sonia Rolland.

- 14 et 29 mai 2007 : dîner « Tapis rouge », avec Frédéric Mitterrand, Jean-Gabriel Mitterrand, Hervé Bourges, Boutros Boutros-Ghali, Inès de la Fressange, Catherine Jacob, Katherine Pancol, Bettina Graziani et Delphine Chanéac.

- 28 mai et 12 juin 2007 : dîner « Côté cuisine », avec Laurent Ruquier, Laurent Baffie, Guillaume Durand, Laurent Boyer, Patrice Carmouze, Faustine Bollaert, Geneviève de Fontenay et Laurence Boccolini.

## Quelques phrases rituelles
- « Ouiiii ? Quatrièèèème ! » (Gilles Moizan, alias « Follasson », le majordome répondant à l'interphone)

## Adaptations
Le concept de 93, Faubourg Saint-Honoré a été repris à la télévision québécoise, où elle porte le titre 3950 en référence également à l'adresse civile de son animateur, Luck Mervil. Ce dernier habite Montréal, mais a préféré que le nom de la rue dans laquelle il demeure, ne soit pas dévoilé aux téléspectateurs.

## Prolongement de l'émission
De septembre 2007 à juin 2008, l'émission évolue en Paris croisière, le lieu étant alors le yacht Excellence voguant sur la Seine, le maître de maison changeant toutes les semaines.
À partir de septembre 2011, Guillaume Durand, pourtant peu en accord avec Thierry Ardisson, rejoint Paris Première pour y animer Rive Droite, une émission au concept similaire.
De septembre 2012 à mai 2013, le concept est repris dans 17e sans ascenseur présenté par Laurent Baffie.